# Kinh tế học Tân Keynes
Kinh tế học Tân Keynes là một tư tưởng kinh tế vĩ mô đã được phát triển trong thời kỳ hậu chiến tranh từ các bài viết của John Maynard Keynes. Một nhóm các nhà kinh tế (đặc biệt là John Hicks, Franco Modigliani, và Paul Samuelson), đã cố gắng để giải thích và chính thức hóa các tác phẩm của Keynes, và tổng hợp nó với các mô hình kinh tế học tân cổ điển. Tác phẩm của họ đã được biết đến với tên gọi tổng hợp tân cổ điển, và tạo ra các mô hình hình thành các ý tưởng cốt lõi của kinh tế học tân Keynes. Những ý tưởng thống trị kinh tế chủ đạo trong thời kỳ hậu chiến tranh, và hình thành xu hướng chủ đạo của tư tưởng kinh tế vĩ mô trong các thập niên1950, 1960 và 1970.
Trong năm 1970, một loạt các tiến triển xảy ra làm rung chuyển lý thuyết tân-Keynes. Sự xuất hiện của tình trạng lạm phát, và tác phẩm của các nhà tiền tệ học như Milton Friedman, nghi ngờ về lý thuyết tân-Keynes. Kết quả sẽ là một loạt các ý tưởng mới để mang lại công cụ để phân tích Keynes rằng sẽ có khả năng giải thích các sự kiện kinh tế của những năm 1970. Làn sóng lớn tiếp theo tư tưởng Keynes bắt đầu với sự nỗ lực để cung cấp cho lý luận kinh tế vĩ mô của Keynes một cơ sở kinh tế vi mô. Những người tân Keynes giúp tạo ra một "tổng hợp tân cổ điển mới" hiện hình thành dòng chính của lý thuyết kinh tế vĩ mô. Sau sự xuất hiện của trường phái tân Keynes, những người tân Keynes đã đôi khi được gọi là cựu-Keynes..